# NGC 703
NGC 703 é uma galáxia elíptica (E-S0) localizada na direcção da constelação de Andromeda. Possui uma declinação de +36° 10' 20" e uma ascensão recta de 1 horas, 52 minutos e 39,6 segundos.
A galáxia NGC 703 foi descoberta em 21 de Setembro de 1786 por William Herschel.